# جون جوزيف أونيل (سياسي)
جون جوزيف أونيل (بالإنجليزية: John Joseph O'Neill)‏ هو سياسي بريطاني (وحمل سابقاً جنسية المملكة المتحدة لبريطانيا العظمى وأيرلندا)، ولد في 1888، وتوفي في 20 أبريل 1953. حزبياً، نشط في الحزب الليبرالي. في الانتخابات العامة في المملكة المتحدة 1923 ‏، انتخب عضو برلمان المملكة المتحدة الـ33 عن دائرة Lancaster (UK Parliament constituency) ‏ (6 ديسمبر 1923 – 9 أكتوبر 1924).